# Zyzzyzus iyoensis
Zyzzyzus iyoensis is een hydroïdpoliep uit de familie Tubulariidae. De poliep komt uit het geslacht Zyzzyzus. Zyzzyzus iyoensis werd in 1959 voor het eerst wetenschappelijk beschreven door Yamada. 